# Sebastião Lazaroni
Sebastião Lazaroni, född 25 september 1950, är en brasiliansk fotbollstränare.
Sebastião Lazaroni var tränare för det brasilianska landslaget 1989–1990, jamaicanska landslaget 2000, 2004–2005 och qatariska landslaget 2011–2012.